# Жанабергенов Ердос Усенович
Жанабергенов Ердос Усенович (каз. Ердос Үсенұлы Жаңабергенов; 17 січня 1984, Ходжейлі, Каракалпакстан, Узбецька Радянська Соціалістична Республіка) — казахський боксер, чемпіон світу та Азії серед аматорів.

## Спортивна кар'єра
Ердос Жанабергенов народився в Узбекистані, а 2001 року разом з сім'єю повернувся на історичну батьківщину. Боксом займався з семи років.
2005 року досяг найбільших успіхів в кар'єрі. У липні на 10-му командному Кубку світу в Москві взяв участь в поєдинках проти збірних Грузії на попередньому етапі та Куби у півфіналі і в обох боях переміг своїх суперників Томіке івелашвілі та Юніела Дортікоса достроково, завоювавши разом з командою бронзові нагороди.
У вересні 2005 року став чемпіоном Азії, подолавши у фіналі Уткірбека Хайдарова (Узбекистан).
У листопаді 2005 року на чемпіонаті світу завоював золоту медаль.
- В 1/16 фіналу переміг Сон Хак Сон (Південна Корея) — 34-20
- В 1/8 фіналу переміг Бена Макічрана (Австралія) — 36-24
- У чвертьфіналі переміг Мурада Сахрауї (Туніс) — AB
- У півфіналі знов переміг Уткірбека Хайдарова — 36-31
- У фіналі переміг Марьо Шиволія (Хорватія) — 27-12

У жовтні 2006 року Жанабергенов здобув перемогу на чемпіонаті світу серед студентів, подолавши на турнірному шляху зокрема Єгора Мехонцева (Росія) і Джахона Курбанова (Таджикистан).
У грудні 2006 року на Азійських іграх програв у чвертьфіналі Джахону Курбанову.
Надалі Ердос Жанабергенов поступився першим місцем у напівважкій вазі у збірній Казахстану Еркебулану Шиналієву, хоча продовжував виступати на другорядних турнірах. 2010 року виграв срібну медаль на чемпіонаті світу серед військовослужбовців.